# Исаакиевское Озеро
Исаакиевское Озеро — посёлок в Орехово-Зуевском муниципальном районе Московской области. Входит в состав сельского поселения Малодубенское. Население — 56 чел. (2010).

## География
Посёлок Исаакиевское Озеро расположен в северной части Орехово-Зуевского района, непосредственно примыкает с севера к городу Орехово-Зуево. Высота над уровнем моря 125 м. В посёлке 2 улицы — 30 пикет и Зуевское лесничество. Ближайший населённый пункт — город Орехово-Зуево.

## История
До муниципальной реформы 2006 года посёлок входил в состав Малодубенского сельского округа Орехово-Зуевского района.

## Население
По переписи 2002 года — 47 человек (22 мужчины, 25 женщин).
| 2002 | 2006 | 2010 |
| ---- | ---- | ---- |
| 47   | →47  | ↗56  |